# Heimdal (schip, 1873)
De S/S Heimdal van 1873 was het tweede schip van de Dampskibsselskabet paa Bornholm af 1866. Het werd gebouwd door de scheepswerf Burmeister & Wain, opgeleverd in juli 1873 en datzelfde jaar nog in de vaart genomen.
Voordien werd alleen in de zomermaanden slechts tweemaal per week gevaren, terwijl er tussen oktober en maart geen enkele vaartocht werd ondernomen, daar het niet verzekerd was voor schade. Met de komst van de Heimdal in 1873 werd de frequentie in die maanden verhoogd van twee naar drie afvaarten per week, en werd er sindsdien ook in de wintermaanden tweemaal per week gevaren. De schepen werden sinds die tijd ook verzekerd tegen schade.
Tot en met april 1910 heeft het voor Dampskibsselskabet paa Bornholm af 1866 gevaren. Het is niet bekend wanneer het gesloopt is.
Skandia · Heimdal · Hjalmar · Thor · Bornholm · Skandia · Ørnen · Heimdal · Frem · Bornholm · Hammershus · Østersøen · Rotna · Ella · Kongedybet · Østersøen · Bornholm · Thorkild Lund · Bornholm · 66-Paketten · Bornholmerpilen · Hammershus · Rotna · Isefjord · Hammershus · Rotna · Povl Anker · Jens Kofod · Julle · Peder Olsen · Gute · Villum Clausen · Dana Hafnia · Clare · King Of Scandinavia · Bora Mari · Rügen · Vilja · Dueodde · Hammerodde · Skania · Leonora Christina